# Extensionalitätsaxiom
Das Extensionalitätsaxiom ist ein Axiom der Mengenlehre, das 1888 von Richard Dedekind formuliert wurde und besagt, dass zwei Klassen oder Mengen genau dann gleich sind, wenn sie dieselben Elemente haben. Von Dedekind übernahm Ernst Zermelo das Extensionalitätsaxiom in die erste axiomatische Mengenlehre, die Zermelo-Mengenlehre von 1907. Von dort aus kam es in die erweiterte Zermelo-Fraenkel-Mengenlehre ZF und alle späteren Versionen der axiomatischen Mengenlehre.

## Präzisierung
In der heute maßgeblichen prädikatenlogischen Form der Zermelo-Fraenkel-Mengenlehre ZF, in der alle Objekte Mengen sind, lautet das Extensionalitätsaxiom formal:
Fehler beim Parsen (SVG (MathML kann über ein Browser-Plugin aktiviert werden): Ungültige Antwort („Math extension cannot connect to Restbase.“) von Server „http://localhost:6011/de.wikipedia.org/v1/“:): {\displaystyle \forall A,B\colon (A=B \iff\forall C\colon (C\in A \iff C\in B))}

In Mengenlehren mit Urelementen werden die Variablen auf Mengen eingeschränkt, etwa in ZFU:
{\displaystyle A{\text{ ist Menge }}\land B{\text{ ist Menge }}\Rightarrow (A=B\iff \forall C\colon (C\in A\iff C\in B))}
In Mengenlehren mit Klassen wird das Extensionalitätsaxiom allgemeiner mit freien Klassenvariablen gebraucht, etwa in der Ackermann-Mengenlehre oder in der Klassenlogik:
{\displaystyle A=B\iff \forall C\colon (C\in A\iff C\in B)}

## Bedeutung
Das Extensionalitätsaxiom garantiert die Eindeutigkeit einer Klasse oder Menge {\displaystyle M}, deren Elemente durch eine Eigenschaft ihrer Elemente {\displaystyle A(x)} beschrieben wird, also durch eine Bedingung der Form
{\displaystyle \forall x\colon (x\in M\iff A(x))}
Mit dem Extensionalitätsaxiom und dem üblichen Abstraktionsprinzip folgt daraus dann die Gleichheit:
{\displaystyle M\,=\,\{x\mid A(x)\}}
Diese Eindeutigkeit ergibt sich insbesondere für die im Leermengenaxiom, Paarmengenaxiom, Potenzmengenaxiom, Vereinigungsaxiom, Aussonderungsaxiom, Ersetzungsaxiom geforderten Mengen und erlaubt dort die Einführung der üblichen Klassenschreibweisen.